# Vlastimil Calta
Vlastimil Calta (* 21. března 1956) je bývalý český fotbalista, záložník, československý reprezentant.

## Fotbalová kariéra
Odchovanec SK Roudnice nad Labem, před vojnou hrál za Příbram, po vojně za Teplice, odkud přestoupil do Sparty. Za československou reprezentaci odehrál jedno utkání, roku 1983 přátelský zápas s Bulharskem. Je trojnásobným mistrem Československa z let 1984, 1985 a 1987. Všechny tituly získal se Spartou Praha. Dal za Spartu i gól v Poháru mistrů evropských zemí, a to do sítě FC Barcelona v roce 1985 (Sparta však nepostoupila). V československé lize nastoupil ve 122 utkáních a dal 17 gólů.

## Ligová bilance
| Ročník                                   | Zápasy | Góly | Klub          |
| ---------------------------------------- | ------ | ---- | ------------- |
| Česká národní fotbalová liga 1977/78     | -      | -    | Baník Příbram |
| 1. československá fotbalová liga 1978/79 | 15     | 1    | TJ SU Teplice |
| 1. československá fotbalová liga 1982/83 | 15     | 3    | Sparta Praha  |
| 1. československá fotbalová liga 1983/84 | 30     | 6    | Sparta Praha  |
| 1. československá fotbalová liga 1984/85 | 28     | 4    | Sparta Praha  |
| 1. československá fotbalová liga 1985/86 | 23     | 3    | Sparta Praha  |
| 1. československá fotbalová liga 1986/87 | 11     | 0    | Sparta Praha  |
| CELKEM 1. liga                           | 122    | 17   |               |